# В'ючний туризм

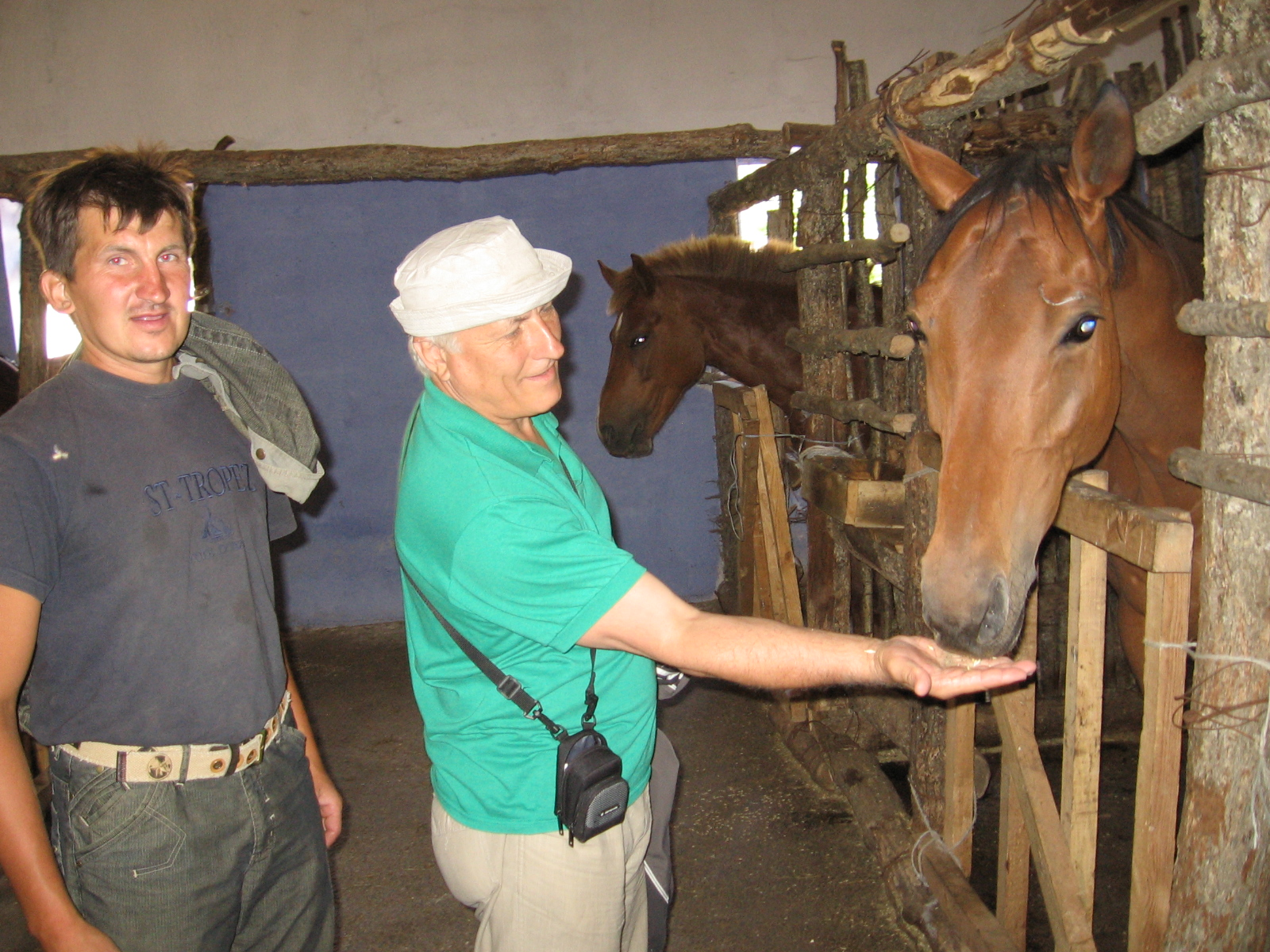
Туристи перед виїздом на маршрут. Крим.

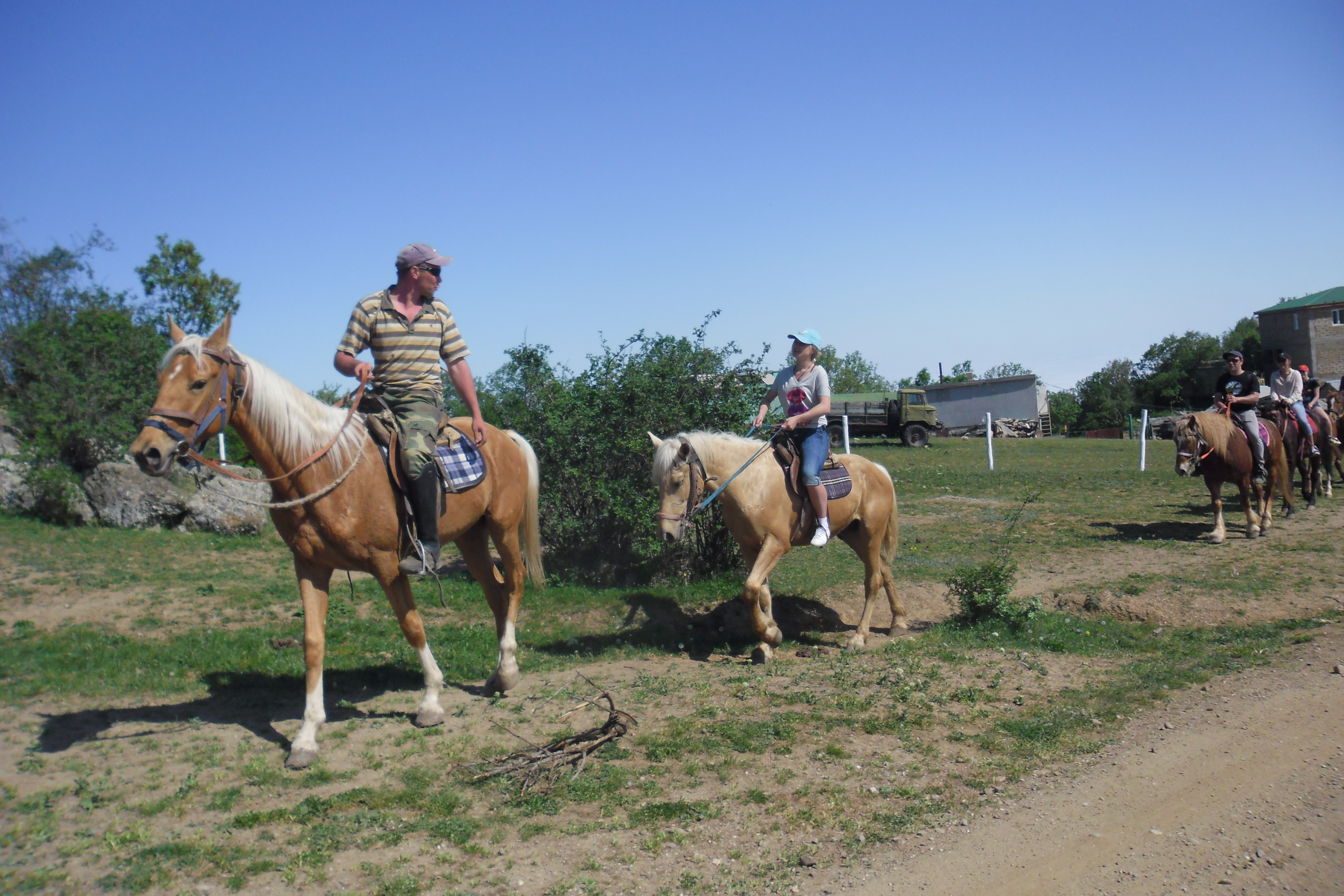
Кінний туризм. Крим. 2013 р.

В'ю́чний тури́зм (кінний туризм, екіпажний туризм) — різновид туризму на в'ючних засобах пересування, серед яких коні, віслюки, верблюди, собаки, слони, яки, олені, буйволи, лами.

## Типи маршрутів
Категорії складності в'ючного маршруту визначаються за характеристикою локальної перешкоди:
- Лісові ділянки:
  - поля. Ліс проходиться по стежках або без них;
  - ліс з наявністю густо зарослих ділянок, підлісків;
  - приховані в траві нерівності схилу, поглиблення, ями, канави, каміння, з крутизною не більше 30 ° і тривалістю не менше 50 м.

- Болота:
  - розливи річок протяжністю до 50 м і завглибшки до 0,2 м;
  - не в'язкі заболочені ділянки завглибшки від 0,2 до 0,4 м, завдовжки до 100 м.

- Зсуви:
  - зсуви каміння невеликі або дрібні, крутизна схилу 10—15 °;
  - зсуви, у тому числі й «живі», з крутизною схилу 15—20 °.

- Перевали:
  - рух дорогами, яскраво виражені стежки з крутизною зльоту не більше 20 ° і завдовжки не більше 200 м;
  - рух по стежці або трав'янистим схилом з крутизною перевального зльоту до 30 ° на підйомі, 20 ° на спуску, завдовжки не менше 200 м;
  - не складні зсувні перевали з коротким не крутим (до 30 °) перевальним зльотом і спуском, можливістю організації руху серпантином по «овечих» стежках. Проходження без спішування.

- Траверс гребеню:
  - лісистий, трав'яний гребінь. Схил вздовж гребеню не більше 15 °. Довжина траверса не більше 2 км;
  - лісистий, трав'яний, зсувний гребінь. Схил вздовж гребеню 15—20 °. Довжина траверса не менше 2 км;
  - трав'яний, зсувний, сніжний гребінь. Схил вздовж гребеню 20—30 °. Довжина траверса не менше 2 км.

- Каньйон:
  - рух по піску, гальці, траві, камінню та зсувам, довжина шляху в каньйоні не менше 200 м;
  - рух по піску, гальці, траві, камінню та зсувам, довжина шляху в каньйоні (або вздовж) не менше 300 м.

- Піски:
  - окремі зони або лунки пісків;
  - суцільні ділянки рівних пісків з хорошими водопоями;
  - суцільні піски з хорошими водопоями на стоянках і місцях відпочинку.

- Сніжна ділянка:
  - рух стежками, доріжками або на відкритій місцевості з глибиною сніжного покриву не більше 20 см;
  - рух стежками, лісовими або відкритими ділянками з глибиною сніжного покриву 20—40 см;
  - сніжний покрив, що розкиснув або не щільний, завглибшки до 30 см.

- Льодові ділянки, льодовики:
  - плоскі не протяжні рівні ділянки льоду, покриті снігом;
  - плоскі рівні ділянки льоду протяжністю понад 200 м, покриті сипким, кристалічним снігом.

- Водні ділянки, переправи:
  - переправи через річки або невеликі водні ділянки зі швидкістю течії не більше 1 м/с, завглибшки до 0,5 м, брід при ширині потоку не менше 5 м;
  - переправи через річки або невеликі водні ділянки з шириною до 10 м, середньою швидкістю течії близько 1,5 м/с, завглибшки до 0,7 м;
  - переправи через річки або водні ділянки завширшки до 20 м, зі швидкістю течії до 2 м/с, завглибшки до 0,8 м.

## Види тварин
Найчастіше використовуються у в'ючному туризмі коні. Самостійним видом використання коней є кінний туризм. Він має різні форми і набув широкого поширення в багатьох країнах як активний вид відпочинку і можливість пізнання навколишнього середовища. Крім того, спілкування людини з конем — це багато нових емоцій, що позитивно впливає на психофізичний стан. Особливо цікавий цей вид туризму в таких регіонах як лісотундра, тайга, лісостеп, гори і передгір'я. Люди з обмеженими фізичними можливостями знаходять в кінному туризмі втілення своїх бажань, в цьому випадку кінний туризм слід розглядати як форму іпотерапії.
Кінні туристичні маршрути можуть бути одноденні, з поверненням на основну базу і протяжністю 30—40 км та багатоденні із зупинками на проміжних базах, де учасникам доводиться піклуватися не тільки про себе, але і про коня. Багато маршрутів пов'язано з культурно-історичними визначними пам'ятками і проходять пам'ятними місцями і заповідниками. Для кінного туризму найбільш підходять невибагливі, витривалі коні місцевих порід, багато з яких мають м'які та зручні для вершника рухи. В умовах гір особливо придатні коні орловської, карачаївської, кабардинської та гуцульської порід, які не поступаються іншим коням.
В даний час у нас починає розвиватися популярний в багатьох країнах і такий, що не вимагає спеціальної фізичної підготовки екіпажний (упряжний) туризм. Він, як і кінний туризм, дозволяє долати значні відстані, а правильно складений маршрут зможе познайомити мандрівників з красивими і неповторними куточками природи, побутом і архітектурою старовинних міст і сіл.
Віслюки використовуються у в'ючному туризмі обмежено. Одним з найпопулярніших розваг на Кіпрі є сафарі на віслюках. Кіпрські віслюки дещо більші від середньоазійських, тому навіть дорослі відчувають себе комфортно верхи на них. Колись на Кіпрі подорожі верхи на цих добродушних тваринах було звичайною справою. Для кіпрських віслюків створені всі умови мирного і приємного існування. Для того, щоб у чотириногих не переводилася їжа, час від часу їм доводиться працювати — возити на собі туристів.
Подорожі на верблюдах є однією з найвишуканіших послуг в Марокко, Єгипті, ОАЕ, Тунісі. Походи, під час яких турист зможе відвідати віддалені оази або насолодитися заходом чи сходом сонця над пустельними дюнами. Сьогодні верблюдів активно використовують як розвагу для туристів. Найцікавішою може стати подорож на верблюдах Сахарою. Поїздки на верблюдах влаштовуються на світанку або на заході сонця, щоб мандрівники могли помилуватися мінливими фарбами безкрайніх піщаних пейзажів. Любителям гострих почуттів може сподобатися і триваліша прогулянка з ночівлею.
Їздовий собака — це собака певної породи (маламут, хаскі, самоїд, лайка, чинук), що використовується як тяглова сила на снігу або льоду, для буксирування човнів, для перевезення вантажів і людей на нартах в Сибіру, Гренландії, Канаді, на Алясці та в Арктиці. Існують різні типи розташування собак в упряжці, найпопулярніші — шісткою, двійкою і «смужечкою». В упряжку можна включити будь-яку кількість собак. Туристи що використовують собак як транспорт поділяють свої подорожі на звичайну їзду та драйленд. Драйленд (від англ. Dryland — «Суха земля»), як зрозуміло з назви, їзда на собаках на землі без снігу. Драйленд поділяється на кілька видів. Найвідоміші — канікрос (собака буксирує туриста), байкджоринг (тварина буксирує велосипед) і класичний драйленд (собака буксирує спеціальне пристосування, що називається карт).
Деякі джерела навіть виокремлюють так званий приарктичний туризм, в якому головну роль відіграють їздові собаки.
Раніше, коли на Памірі, Тибеті не було доріг, яки були основним видом транспорту, а тепер їх використовують у туризмі. Сильні і витривалі, вони легко переносять по гірських стежках через засніжені перевали в'юки вагою до 120—140 кілограмів. Тварини ці у всьому Тибеті служать, подібно верблюдам, для перевезення вантажів і частково для верхової їзди. Високі перевали, які не під силу колісному транспорту, як проходить з вантажем, їсть сніг замість води і витримує 50-градусні морози. Крутими горами і по найнебезпечніших стежках в'ючний або верховий йде впевненою ходою і ніколи не схибить. Навіть по льоду він ходить і бігає добре, там, де дуже слизько, котиться на своїх копитах, немов на ковзанах. У туристському каравані в'ючні яки, у яких протягнуто крізь ніс дерев'яне кільце для мотузки, не прив'язуються один до іншого, подібно до верблюдів, а йдуть вільно.
Багато туристів взимку поринають у дитинство і уявляють собі засніжений ландшафт, чудове тепло оленячої шкури, похитування дзвіночків та щасливі обличчя. Під час сафарі на оленях можна познайомитися з традиціями Фінляндії, Норвегії, Карелії, більше дізнатися про розведення північних оленів, отримати міжнародні «оленячі» водійські права та відвідати Санта Клауса. Красиві ручні олені стали практично символом Лапландії, а оленярство досі залишається одним з традиційних видів діяльності.
Подорожувати по Перу, до розташованого високо в горах стародавнього міста інків Мачу-Пікчу найкраще верхи на миролюбній та флегматичній тварині — ламі. На перуанських плоскогір'ях лами — звичайна домашня худоба, але власники місцевих туристичних фірм вирішили використовувати цих тварин для залучення туристів і організації верхових прогулянок від Куско до Мачу-Пікчу. Добиратися до напівзруйнованих палаців інків верхи на ламі набагато цікавіше, до того ж управляти ламою зовсім не потрібно. Вона дорогу наверх знає сама, йде спокійно і розмірено, вершника поважає і не бодається.
Проїхатися по джунглях Таїланду найкраще на слонах. Незважаючи на величезні розміри, товстошкірі тварини володіють чудовою координацією рухів і з легкістю пересуваються навіть вузенькими стежками в лісі. Їздити на слоні легше, ніж на коні. Туриста посадять в колиску, встановлену на вершині слонової спини (близько трьох метрів). У цієї корзини є ручки, за які треба міцно триматися. Управляє слоном пастух, який розташовується на шиї тварини або веде його за кінчик хобота чи вуха. Найцікавіше в туризмі на слонах — це спеціальні слонячі маршрути, якими славиться північний Таїланд. У подорож непролазними джунглями верхи на слонах відправляються справжні мандрівники і поціновувачі.
У В'єтнамі для багатьох родин буйвіл завжди залишався звичайною фермерською твариною — як корова або кури в інших країнах. Проте туристи часто бажають покататися на тварині, яку вони можуть побачити лише в зоопарку. Тому, якщо хочете осідлати буйвола, відправляйтеся до В'єтнаму, до дельти річки Меконг.